# Павленко Марія Григорівна
Павленко Марія Григорівна (17 січня 1944) — українська письменниця, поетеса.

## Біографія
Марія Павленко народилася 17 січня 1944 року в селі Михайлівка Солонянського району  Дніпропетровської області. Саме туди під час Другої Світової війни фашисти переселили мешканців с. Татарнівка (нині с. Озерянка) тодішнього Троянівського (тепер Житомирського району) Житомирської області. Після війни родина переїздить у рідне село Озерянку.
Батько, Павленко Григорій Карпович, був учителем математики. Загинув наприкінці Другої світової війни на підступах до Будапешта, коли йому було всього 25 років.
Мати, Павленко Олександра Йосипівна, учитель української і російської мов та літератури працювала в Озерянківській семирічці.
Дитинство маленької Марійки пройшло під виховним впливом бабусі Параски та прабабусі Меланії Беркунихи, яка була відомою і шанованою в своєму краї народною цілителькою. 
Після Озерянківської семирічки, Марія вступила до Бердичівського машинобудівного технікуму, який закінчила в 1962 р. Саме в технікумі майбутня поетеса робить перші проби пера. Найперший її вірш «Берізка» був надрукований у міськрайонній газеті «Радянський шлях» міста Бердичева.
Одержавши диплом техніка-технолога, Марія Павленко стала контролером ВТК, потім інженером-конструктором на Житомирському заводі електричних приладів (згодом завод «Щитоавтоматика», нині «Промавтоматика»). Навчалася на вечірньому відділі факультету Інженерної механіки Житомирського філіалу КПІ (зараз Житомирський державний технологічний університет).

## Літературна творчість
Марію Григорівну нестримно вабило Слово, Поезія. Вона стає активним членом обласної літературної студії. Поезія Марії Павленко того періоду має дуже розмаїтий спектр: вона, не пориваючи зв’язків із рідним селом, оспівує чудову поліську природу, благодатну рідну землю, її скромних і невтомних трударів, своїх земляків. З іншого боку поетеса славить свій дружній заводський колектив, працівників робітничих професій, своїх колег. До мотивів її поезій вплітаються сумні ноти печалі за найближчою людиною, мамою – яка померла досить молодою від важкої хвороби.
У цей час Марія Павленко дуже інтенсивно друкується на сторінках республіканських та місцевих газет, у колективних та тематичних збірках, бере участь у творчих нарадах, конкурсах, телезустрічах. Готує першу збірочку поезій «Любисток», яка вийшла окремим друком 1967 р. у видавництві . «Радянський письменник».
У 1970 р. Марія Григорівна захистила інженерний диплом і в цьому ж році стала членом Національної спілки письменників України. Рекомендації Марії Григорівні давали визначні митці – Максим Рильський, Дмитро Павличко та Михайло Клименко. Письменницький квиток вручав Степан Олійник.
Саме тоді Марія Григорівна Павленко робить рішучий крок – залишає робітничий колектив і переходить на журналістську роботу.
1970-1990 рр. – зав. відділом студентської та учнівської молоді в обласній молодіжній газеті «Комсомольська зірка». 10 років очолювала «Школу молодого журналіста» при редакції газети.
1990-1996 рр. – журналістська робота в житомирській газеті «Вільне слово» (нині – «Місто»), заступник редактора житомирської обласної газети «Орієнтир 6+1». З 2004 року обіймала посаду відповідального секретаря та літконсультанта Житомирської обласної організації Національної спілки письменників України.
Цікаві творчі відрядження, зустрічі з неординарними людьми породили безліч поетичних творів, які ввійшли у збірки «Азбука громів» (1973), «Скрижалі дружби» (1978), «Білий світ» (1985), «Житній голуб» (1990).
У 1979 році відбувся дебют першої книжечки для малят «Заячий холодок». Для періоду 70-80 років ХХ ст. характерним був бурхливий розвиток поетичної творчості Марії Павленко: її твори входять до антологій, видаються окремими збірниками, перекладаються російською, білоруською, польською, киргизькою, грузинською, казахською, таджицькою мовами. На її вірші писалися і пишуться пісні. У співдружності з відомим житомирським композитором, Іваном Островерхим на слова Марії Павленко створено понад 20 пісень. Композитори Роланд і Луїза Філіпови, Борис Токарєв та Григорій Плечко теж написали низку пісень на слова Марії Павленко. Активне літературне середовище того часу подарувало їй зустрічі з іменитими митцями: Павлом Тичиною, Павлом Загребельним, Ліною Костенко, Борисом Олійником, Іваном Драчем, Павлом Глазовим, Олесем Гончарем та багатьма іншими. Значущу роль у її творчому житті зіграли колеги-земляки Володимир Канівець, Михайло Клименко, Борис Тен, які дуже уважно і делікатно ставились до творчості молодих авторів.
Потім у виданні книжок настала 12-річна пауза: рукописи мертвим вантажем лежали у різних видавництвах, бо умови друку змінилися. Держава перестала дбати про книговидання та книгорозповсюдження національної літератури, й автори мусили самі шукати кошти на свої міні-тиражі.
Та з 2003 року творчий доробок Марії Павленко починає знову збагачуватися новими виданнями: «Сторінки із Книги Печалі» (2003); «Рубаї» (2003); «День розпочався просто…» (2004); «Хрещаті дороги» (2005); «Цілісність» (2006); «Зелений світ дерев» (2006); «Вклоняюся місяцю молодому» (2007); «Світлінь» (2008); «Мініатюри» (2009).
Плідним став цей період і в творчості для дітей. Книжки для малят: «Білоччина комора» (2003), «Теплий край» (2004), «Ясні сонечка» (2004), «Каштанові ліхтарі» (2007), «Калинова сопілка» (2012) одна за одною виходять в українських видавництвах. У них авторка вчить малят розрізняти добро і зло, бути милосердними та духовно багатими. 
Критики відзначають, що Марія Павленко ввійшла в українську поезію наших днів як виразна і характерна творча індивідуальність, вона має свій власний почерк і свій власний стиль у літературі. Її вірші не тільки пульсують чистими глибокими почуттями, вони розкривають складний і багатий інтелектуальний світ сучасної людини.

## Нагороди та відзнаки
Лауреат літературної премії імені Михайла Клименка (2010).
Житомирський обласний конкурс «Краща книга року» (2010) – переможець у номінації «Поезія» книга «Великий Мандрівник мені сказав...».
Лауреат Всеукраїнської премії імені Івана Огієнка у галузі літератури (2013).